# Jungfraujoch
Jungfraujoch är ett bergspass i Bernalperna på gränsen mellan kantonerna Bern och Valais i Schweiz. Det är beläget mellan bergen Mönch och Jungfrau, cirka 60 kilometer sydost om huvudstaden Bern. Passet ligger inom världsarvet Jungfrau-Aletsch.
Bergspasset är den lägsta punkten längs bergskammen mellan Mönch och Jungfrau och mäter 3 464 meter över havet. Järnvägslinjen Jungfraubahn har sin ändstation där, och är därmed Europas högsta järnvägsstation på 3 454 meters höjd. Järnvägsstationen går att nå från Grindelwald och Lauterbrunnen via Wengernalpbahn. Stationen är ett stort turistmål med restaurang, ispalats, utsikt över Aletschglaciären samt snowboardpark.
Jungfraubahn byggdes mellan 1896 und 1912 av Adolf Guyer-Zeller från Zürich. Stationen på Jungfraujoch besöks varje år av cirka en halv miljon personer. På passet finns ett observatorium som inrättades 1937. Tidigare meteorologiska och glaciologiska undersökningar blev ersatt med astronomiska och astrofysiska studier.